# Sakalava

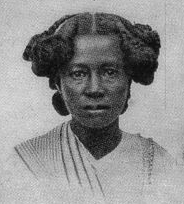
Sakalava-flicka, ur The New Student's Reference Work (1914).

Sakalava är en folkgrupp på Madagaskar. De uppgår sammanlagt till närmare 1,1 miljoner (2006), bor längs öns västkust och är traditionellt indelade i fyra grupper med olika sysselsättningar. En grupp ägnar sig huvudsakligen åt boskapshållning, en annan jordbruk, en tredje fiske och den fjärde har i stor utsträckning livnärt sig som jägare-samlare.

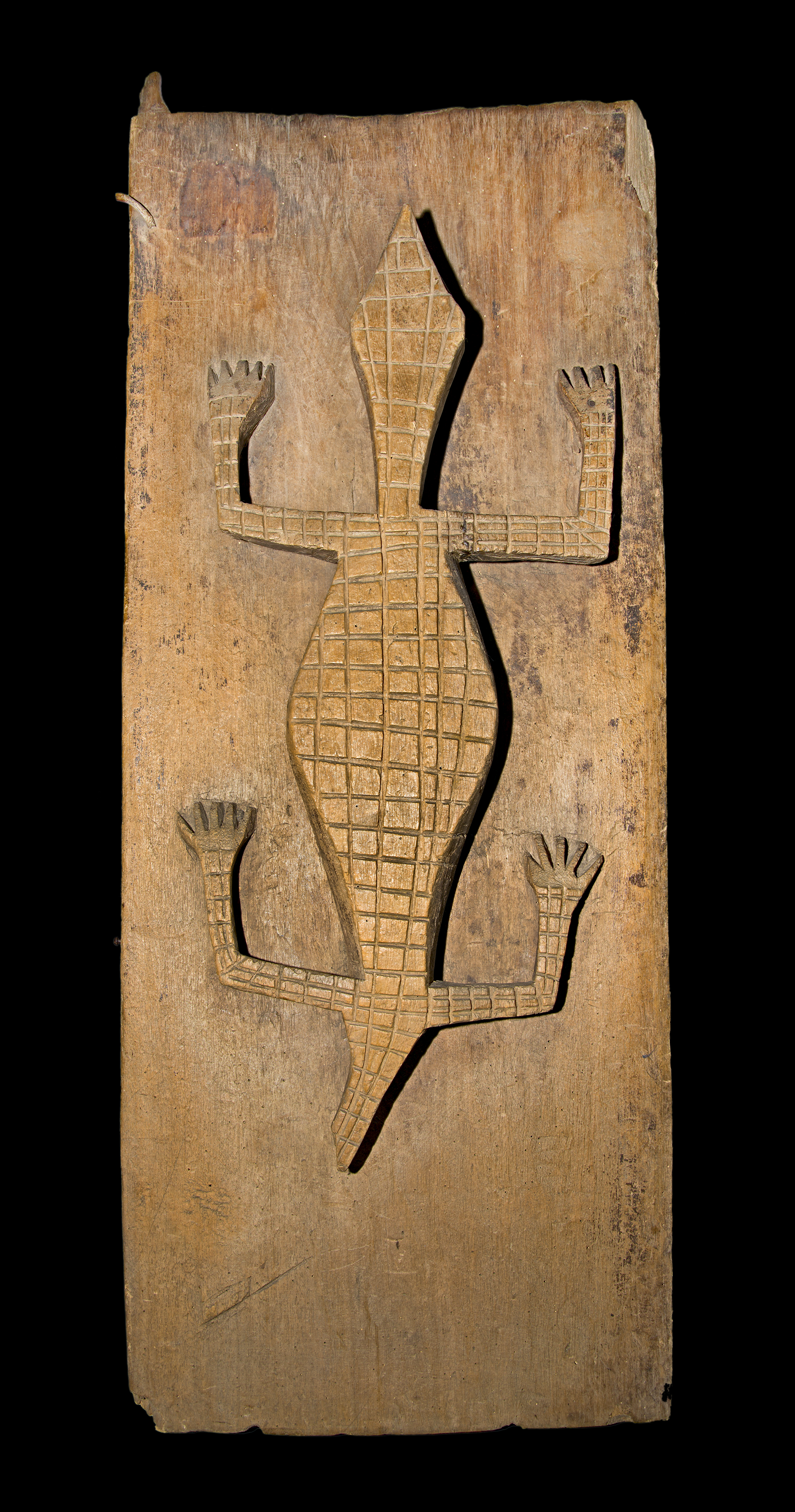
Dörr med en snidad krokodil, visades på världsutställningen i Paris år 1900.